# Marcos Llorente
Marcos Llorente Moreno (španělská výslovnost: [ˈmaɾkoz ʎoˈɾente moˈɾeno]; *30. ledna 1995 Madrid) je španělský profesionální fotbalista, který hraje na pozici záložníka nebo staženého útočníka ve španělském klubu Atlético Madrid a ve španělském národním týmu.

## Klubová kariéra

### Real Madrid

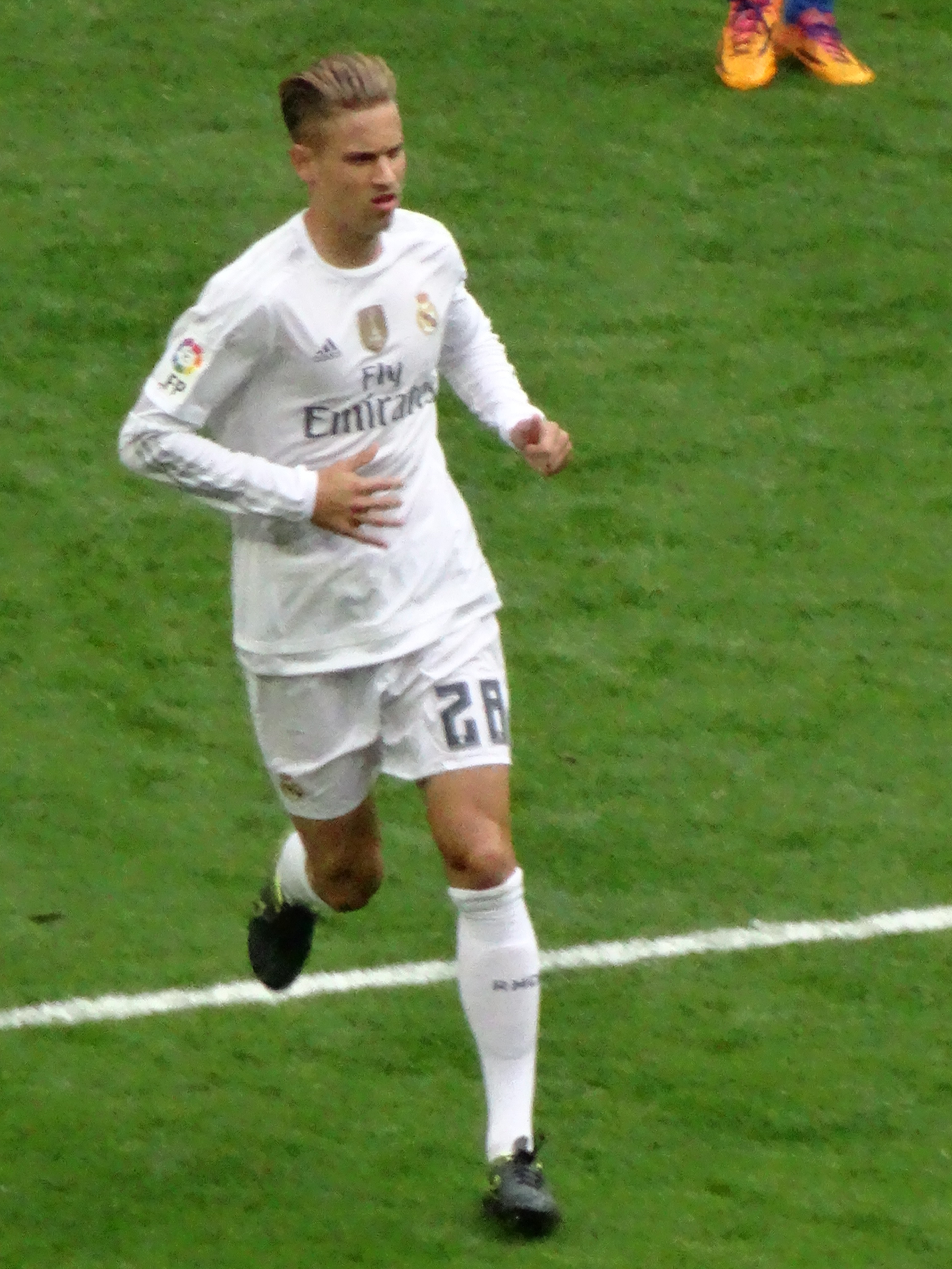
Llorente při svém debutu v La Lize (2015)

Llorente se narodil v Madridu a připojil se k akademii Realu v roce 2008 ve věku 13 let. V červenci 2014, poté, co zapůsobil v mládežnických týmech, jej přesunul přímo do rezervy manažer Zinédine Zidane.
Dne 24. srpna 2014 Llorente debutoval v Castille při prohře proti Atléticu Madrid B v zápase Segunda División B.
Llorente strávil předsezónu 2015 s prvním týmem a objevil se v přátelských utkáních proti Manchesteru City, Interu Milán a Vålerenze. Jeho ligový debut přišel 17. října téhož roku, když v druhé polovině domácího utkání proti Levante UD vystřídal Matea Kovačiće.
Dne 10. srpna 2016 odešel Llorente na roční hostování do Deportiva Alavés. 10. září téhož roku odehrál celých 90 minut překvapivé výhry 2:1 nad Barcelonou.
Dne 23. září 2017 prodloužil Llorente smlouvu až do roku 2021. Jedenkrát se objevil v ročníku Ligy mistrů UEFA, který Real Madrid vyhrál, klub tak získal svůj třetí po sobě jdoucí a celkově 13. titul v soutěži.
Llorente vstřelil svůj první soutěžní gól v týmu 22. prosince 2018, při vítězství 4:1 nad Al Ajn FC ve finále Mistrovství světa klubů a byl zvolen nejlepším hráčem finálového zápasu.

### Atlético Madrid
Dne 20. června 2019 přestoupil Llorente klubu místního rivala, do Atlética Madrid za údajný poplatek ve výši 35 milionů £. V klubu podepsal pětiletou smlouvu. Debutoval 18. srpna, když odehrál 25 minut domácího vítězství proti Getafe CF. První gól vstřelil 14. února proti Valencii CF.
Dne 11. března 2020, během prodloužení osmifinále Ligy mistrů proti obhájci titulu Liverpoolu, Llorente skóroval dvakrát poté, co vystřídal Diega Costu. Zápas skončil vítězstvím Atlétika 3:2, což znamenalo postup do čtvrtfinále. 17. června byl jmenován hráčem ligového utkání poté, co přišel do hry v 63. minutě, vstřelil gól a dvakrát asistoval při výhře 5:0 nad CA Osasuna.

## Reprezentační kariéra
Llorente odehrál svůj první zápas ve španělské reprezentaci do 21 let 10. října 2016, kdy v Pontevedře odehrál celé utkání proti Estonsku v rámci kvalifikace na Mistrovství Evropy do 21 let 2017. V listopadu 2020 byl poprvé povolán do seniorské reprezentace na přátelské utkání proti Nizozemsku a na zápas Ligy národů UEFA proti Švýcarsku a Německu. Debutoval v utkání proti Holandsku, když vystřídal Sergia Canalese na posledních 18 minut remízy 1:1 v Amsterdamu.

## Statistiky

### Klubové
K 21. březnu 2021
| Klub            | Sezóna  | Liga    | Liga   | Liga | Pohár  | Pohár | Evropské poháry | Evropské poháry | Ostatní | Ostatní | Celkem | Celkem |
| Klub            | Sezóna  | Liga    | Zápasy | Góly | Zápasy | Góly  | Zápasy          | Góly            | Zápasy  | Góly    | Zápasy | Góly   |
| --------------- | ------- | ------- | ------ | ---- | ------ | ----- | --------------- | --------------- | ------- | ------- | ------ | ------ |
| Real Madrid     | 2015/16 | La Liga | 2      | 0    | 1      | 0     | 0               | 0               | —       | —       | 3      | 0      |
| Real Madrid     | 2017/18 | La Liga | 13     | 0    | 6      | 0     | 1               | 0               | 0       | 0       | 20     | 0      |
| Real Madrid     | 2018/19 | La Liga | 7      | 0    | 5      | 1     | 2               | 0               | 2       | 1       | 16     | 2      |
| Real Madrid     | Celkem  | Celkem  | 22     | 0    | 12     | 1     | 3               | 0               | 2       | 1       | 39     | 2      |
| Alavés (host.)  | 2016/17 | La Liga | 32     | 0    | 6      | 0     | —               | —               | —       | —       | 38     | 0      |
| Atlético Madrid | 2019/20 | La Liga | 29     | 3    | 1      | 0     | 4               | 2               | 2       | 0       | 36     | 5      |
| Atlético Madrid | 2020/21 | La Liga | 28     | 9    | 0      | 0     | 8               | 1               | —       | —       | 35     | 10     |
| Atlético Madrid | Celkem  | Celkem  | 57     | 12   | 1      | 0     | 12              | 3               | 2       | 0       | 72     | 15     |
| Celkem          | Celkem  | Celkem  | 111    | 12   | 19     | 1     | 15              | 3               | 4       | 1       | 149    | 17     |

### Reprezentační
K 25. březnu 2021
| Španělsko | Španělsko | Španělsko |
| Rok       | Zápasy    | Góly      |
| --------- | --------- | --------- |
| 2020      | 1         | 0         |
| 2021      | 1         | 0         |
| Celkem    | 2         | 0         |

## Ocenění

### Klubové

#### Real Madrid
- Liga mistrů UEFA: 2017/18
- Superpohár UEFA: 2017
- Mistrovství světa ve fotbale klubů: 2017,[26] 2018

### Reprezentační

#### Španělsko U21
- Mistrovství Evropy do 21 let: 2017 (druhé místo)[27]